# بلوفسکویه (استان بلگورود)
بلوفسکویه (انگلیسی: Belovskoye, Belgorod Oblast) یک شهرک در بخش بلگورودسکی استان بلگورود کشور روسیه است.